# ゴジラ1985
『ゴジラ1985』（GODZILLA 1985）は、1985年のアメリカ合衆国の怪獣映画。1984年に公開した日本の『ゴジラ』を再編集・英語吹替した作品で、R・J・カイザーと橋本幸治が監督としてクレジットされている。
映像の再編集の他にニューワールド・ピクチャーズが製作した新規シーンが追加され、『怪獣王ゴジラ』（1954年版『ゴジラ』の再編集版）でスティーブ・マーティンを演じたレイモンド・バーが同じ役で再び出演している。『怪獣王ゴジラ』と同様に核の恐怖や政治的題材が大幅にカットされ、公開後は批評家から酷評されたが、VHS販売は一定の成功を収めている。本作品の公開後、『ゴジラ2000 ミレニアム』までゴジラ映画はアメリカでは劇場公開されなかった。

## ストーリー
大嵐を避けるために岸に戻ろうとした日本漁船・第五八幡丸は、付近の無人島の噴火口から現れた巨大怪獣に襲われる。翌日、新聞記者の牧吾郎は第五八幡丸を発見し、唯一の生存者・奥村宏を救出する。第五八幡丸を襲った怪獣の正体がゴジラであることが判明するが、内閣総理大臣の三田村清輝はパニックを抑えるため、事実を秘匿するように指示する。牧のレポートも「国家安全保障上のリスクがある」として新聞社も記事の掲載を取り止め、牧は代わりに生物物理学者の林田信を取材するように指示される。牧は林田の研究所でアルバイトとして働く奥村の妹・尚子と出会い、兄が生きていることを告げ、尚子は兄がいる病院に向かう。
まもなく、ゴジラがソビエト連邦の潜水艦を破壊し、同国はアメリカ合衆国からの攻撃と判断したため、米ソは一触即発の事態に直面するが、三田村のもとへゴジラが潜水艦を破壊したことを示すデータが届けられ、彼がゴジラに関する報道管制を解除したことにより、一触即発の事態は避けられる。三田村は米ソの大使と会談し、ゴジラが日本本土を襲っても核兵器を持ち込ませないことを約束させる。しかし、ソ連海軍の将校は「モスクワからの命令」と称して部分軌道爆撃システムの起動準備を始める。
ゴジラは日本に上陸して原子力発電所を襲い、炉心を取り出して放射線を吸収した後、渡り鳥を追って海に帰っていく。自衛隊はゴジラの襲来に備えて東京湾に集結し、統合幕僚会議議長の加倉井は、極秘裏に開発を進めていたスーパーXの存在を閣僚たちに明かす。一方、林田は渡り鳥の発する超音波にゴジラの体内の磁性体が反応して帰巣本能を刺激されていることを突き止め、ゴジラを三原山へ誘導した後に人工的に噴火させた火口へ落とすという作戦を立案する。三田村は林田の提案を承認し、林田はゴジラを誘導するための超音波発生装置の製作に着手する。
アメリカでは過去にゴジラに遭遇した経験を持つスティーブ・マーティンがペンタゴンに召集され、対策会議に参加する。同じころ、ゴジラが東京に上陸し、自衛隊はスーパーXを出撃させる。そんな中、ゴジラが貨物船に偽装していたソ連海軍の情報収集艦を襲い、艦長が死ぬ間際に核ミサイルの発射ボタンを押したことから、発射までのカウントダウンが始まってしまう。アメリカ国防総省は事態を知って日本支援の準備を進めるが、マーティンは「攻撃はゴジラを怒らせて事態を悪化させるだけだ」と反対する。日本では林田のゴジラ誘導作戦が始まり、ゴジラが自衛隊を攻撃し始めたところにスーパーXが到着してカドミウム弾を命中させ、ゴジラを活動停止に追い込む。一方、アメリカ軍はソ連の核ミサイルを探知し、「ヒロシマ型原爆の50倍の威力を持つ核ミサイルが接近している」と日本に警告し、三田村はアメリカ軍に迎撃を許可する。
林田が三原山に到着したころ、アメリカ軍はソ連の核ミサイルの撃墜に成功するが、それによる高高度核爆発の影響でゴジラが復活し、スーパーXを破壊する。林田は超音波発生装置を再起動してゴジラを三原山に誘導し、ゴジラは人工的に噴火させられた火口へ落下していく。その姿と共に、物語はマーティンのモノローグで幕を閉じる。
今、ゴジラ—あの不思議なほどに純心だが悲劇的な怪獣—は、我々の前から姿を消した。再び戻ってきたとしても、二度と我々の前に姿を見せなかったとしても、ゴジラが示してくれた教訓は残り続けるだろう。

## キャスト
| - スティーブ・マーティン - レイモンド・バー - 牧吾郎 - 田中健 - 三田村清輝 - 小林桂樹 - 奥村尚子 - 沢口靖子 - 林田信 - 夏木陽介 - 奥村宏 - 宅麻伸 - 神崎大蔵大臣 - 小沢栄太郎 - 南博士 - 小泉博 - 江守外務大臣 - 鈴木瑞穂 - 武上官房長官 - 内藤武敏 - 日高環境庁長官 - 田島義文 | - グッドホーエ将軍 - ウォーレン・J・ケマーリング - ラーシェン大佐 - ジェームス・ヘス - マクドノー少佐 - トラヴィス・スウォーズ - オズワルド中尉 - クロフォード・ビニオン - カイル・マーティン（カイル・マーチン） - ジャスティン・ガック - 牧吾郎の声 - トニー・プラナ - 林田信の声 - ポール・ウィルソン - 奥村宏の声 - アンディ・ゴールドバーグ - 奥村尚子の声 - ララ・コーディ - ニュースキャスター / パイロット / 政府官僚の声 - グレゴリー・スネゴフ - ゴジラ - 薩摩剣八郎 |

## スタッフ
- 製作 - トニー・ランデル、田中友幸
- 脚本 - 永原秀一、リサ・トメイ
- 音楽 - 小六禮次郎、クリストファー・ヤング
- 撮影 - 原一民、スティーブン・ドゥビン
- 編集 - 黒岩義民、マイケル・スベンス
- 監督 - R・J・カイザー、橋本幸治
- 制作 - ニューワールド・ピクチャーズ、東宝
- 配給 - ニューワールド・ピクチャーズ

## 製作

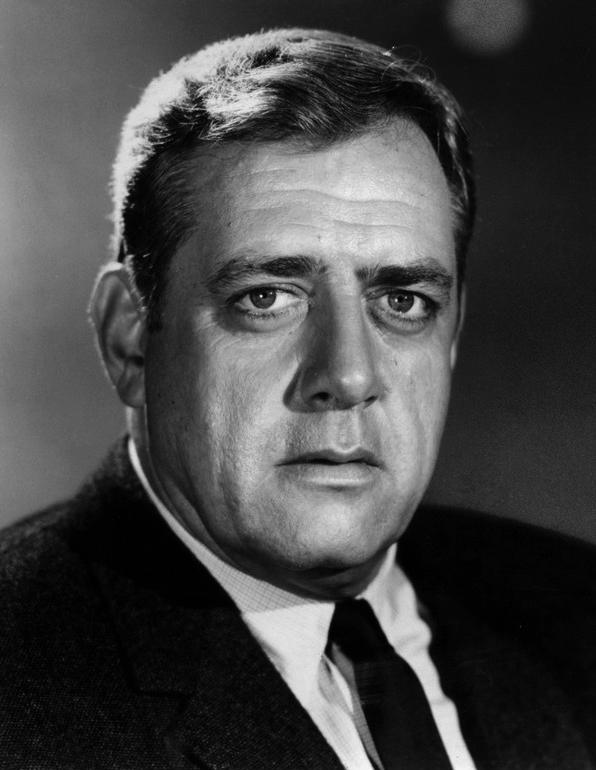
レイモンド・バー

1985年初頭、「東宝がメトロ・ゴールドウィン・メイヤーやユナイテッド・アーティスツとの間で1984年版『ゴジラ』の北米配給交渉を始め、数百万ドルの権利料を求めている」とアメリカの映画業界紙で報じられた。しかし、交渉が難航した結果、大手スタジオは交渉から離れ、最終的にインディペンデント映画の配給を手掛けるニューワールド・ピクチャーズが権利を取得した。『ゴジラ1985』の製作費は権利料50万ドル、追加撮影費20万ドル、宣伝費250万ドルかかり、合計で320万ドルとなっている。
ニューワールド・ピクチャーズは北米配給に当たり、トニー・ランデルに追加撮影を依頼した。両者は1984年版『ゴジラ』は「どうしようもない滑稽な」作品のためアメリカ人受けが悪く、その「わざとらしさ」を強調することでしか興行的な成功は実現できないという考えで一致した。当初は映像をそのまま使用して台詞を英語に吹き替え、アメリカ人俳優を起用した追加シーンでコミカルな演出を行う予定になっていた。脚本家にはリサ・トメイとストロー・ワイズマンが起用され、トメイは台詞の吹き替え、ワイズマンは新規シーンの脚本を担当した。アメリカ版のタイトルは、ランデルが幼少時に好きだった『怪奇フランケンシュタイン1971』（Frankenstein 1970）を参考に『ゴジラ1985』（Godzilla 1985）に決定した。
ニューワールド・ピクチャーズは追加シーンの主要キャストにローン・グリーンの起用を考えていたが、ランデルは『怪獣王ゴジラ』で主要キャストを演じたレイモンド・バーの起用を主張した。これは、彼を起用することで「ゴジラ映画にレイモンド・バーが追加シーンに出演する」という形式をオマージュする意図があった。ランデルによると、オファーを受けたバーは出演に乗り気だったが、出演契約を結んだ後に「奇妙な要求」をしたという。追加シーンの撮影は3日間かけて行われたが、バーは初日の撮影にしか参加せず、さらに8時間以上の撮影参加を拒否したため、監督はバーの出演シーンの撮影を優先し、他のキャストのシーンは後回しにすることになった。また、バーは自分の台詞を覚えることを拒否して、スタッフの移動が制限されるのを承知で撮影セットの周囲にプロンプターを設置することを要求した。さらに、「ゴジラは反核の寓話」というコンセプトを重視し、ゴジラをジョークとして扱わないように要求した。また、ウォーレン・J・ケマーリングもゴジラへのリスペクトではないもののコメディ描写を拒否したため、脚本を修正してコメディ描写はトラヴィス・スウォーズが主に担当することになった。追加シーンは10分程度で、ペンタゴンの作戦会議室を舞台にしている。撮影はロサンゼルスのローリー・スタジオとマリブの邸宅で行われた。作戦会議室はニューワールド・ピクチャーズ製作の『フィラデルフィア・エクスペリメント』に登場する作戦会議室をモンタージュしている。
音楽は、小六禮次郎によるオリジナル音源も使用しつつ、クリストファー・ヤングによる楽曲も併用している。エンドロールは、小六による楽曲のメドレーとヤングによる楽曲を組み合わせている。
ドクターペッパーがスポンサーになっており、同社は宣伝キャンペーンのために1,000万ドルの費用を投じた。また、追加シーンではアメリカ軍人たちが頻繁にドクターペッパーのジュースを飲む姿が描写されている。

## 評価

### 批評
『ゴジラ1985』は批評家から酷評されている。ロジャー・イーバートは1/4の星を与え、映画製作者が真剣に良い映画を作ろうと努力した場合のみ「バカバカしいが、それが良い」という成功を得ることができるが、『ゴジラ1985』は意図的に「バカバカしいが、それが良い」という成功を求めていたと批評している。その例として、劇中の台詞が一貫して破綻したものになっている点、吹き替えがキャストの口の動きと合っていない点、劇中のゴジラの全長が一貫していない点を挙げている。また、レイモンド・バーについても、物語にほとんど関わっていない点を指摘している。サンタ・クルーズ・センティネルのトム・ロンもバーの存在感のなさを酷評しており、「バカバカしいが、それが良い」という作品としては一定の成功を収めたと評価しているが、その魅力は前半の30分で尽きてしまい、「同じジョークを1時間繰り返して観るより、他にすることはないかと考え始めてしまう」と批評している。
ニューヨーク・タイムズのヴィンセント・キャンビーは1950年代のゴジラ映画からテーマも特撮技術もアップデートできていない点を酷評しており、ゴジラの造形については「ゼンマイ式玩具のようで、小さな高層ビルの間を歩くのが好きな関節炎の幼児のような動きをしている」と酷評し、ストーリーについては「この小さな物語には純粋なロマンスと、"不思議なほどに純心だが悲劇的な怪獣"から学ぶべき教訓が多く描かれている」と批評している。ナーディストのウィットニー・セイボルドは日本版から多くのシーンをカットした点やアメリカ版オリジナルの曲を追加した点を批判したが、日本版のゴジラが原子力の危険性を象徴しているのに対し、『ゴジラ1985』のゴジラは冷戦の象徴に変化しており、戦争のメタファーとしては『ゴジラ1985』の方が1954年版『ゴジラ』のテーマに近くなっていると批評している。

### ノミネート
| 映画賞                        | 部門           | 対象             | 結果       | 出典          |
| ----------------------------- | -------------- | ---------------- | ---------- | ------------- |
| 第8回スティンカーズ最悪映画賞 | 最悪作品賞     | ゴジラ1985       | ノミネート | [ 18 ]        |
| 第6回ゴールデンラズベリー賞   | 最低助演男優賞 | レイモンド・バー | ノミネート | [ 19 ] [ 20 ] |
| 第6回ゴールデンラズベリー賞   | 最低新人賞     | サイボットゴジラ | ノミネート | [ 19 ] [ 20 ] |

## ソフト化
『ゴジラ1985』はアメリカで何度かVHS化されている。1980年代にニューワールド・ピクチャーズから初めてVHSが発売され、1986年3月までに9万枚を売り上げ、総売上719万5,500ドル、卸売収益450万ドルを記録した。これは、当時のニューワールド・ピクチャーズが発売したVHSの中で最も高い売上記録の一つである。2度目のVHS化は1992年にスターメイカーから、3度目のVHS化は1997年にアンカー・ベイ・エンターテインメントから発売された。これらのVHSには短編アニメーション『バンビ、ゴジラに会う』が収録されている。1984年版『ゴジラ』はクラーケン・リリーシングからDVD、Blu-rayが発売されているが、『ゴジラ1985』のDVD、Blu-rayは発売されていない。